# Jonny Jakobsen
Jonny Jakobsen (født 17. november 1963 i Malmø, Sverige) er en dansk-svensk eurodance- og bubblegum dance-musiker, der har udgivet flere albums under forskellige kunstnernavne. Mest berømt er hans indiske alias, Dr. Bombay, under hvilket han udgav sit mest succesfulde album, Rice & Curry. Jonny Jakobsens karriere startede som countrysangeren Johnny Moonshine, men han opnåede først berømmelse, da han i 1998 skiftede person til Dr. Bombay og udgav albummet Rice & Curry samt singlen "Calcutta (Taxi Taxi Taxi)". Fra samme album kom sangene "Girlie Girlie", "Rice & Curry" og "S.O.S. (The Tiger Took My Family)". Jakobsen slog ikke kun igennem som Dr. Bombay i Sverige, men også flere andre steder i Europa, blandt andet Danmark. 
I 2000 skiftede Jonny Jakobsen igen identitet, denne gang til skotten Dr. MacDoo. Som denne udgav han albummet Under the Kilt, hvorfra først titelmelodien blev udgivet som single, og derefter sangen "Macahula Dance". Som Dr. MacDoo fik Jonny Jakobsen knap så meget succes som han gjorde som Dr. Bombay, og der gik derfor en del tid, før han atter skiftede identitet til mexikaneren Carlito. 
Som Carlito udgav Jonny Jakobsen i 2005 albummet Fiesta, og fik et hit med singlen "Carlito (Who's That Boy?)". Senere udgav han yderligere singlen "Poco Loco". Carlito fik ikke det store gennembrud i Danmark, men fik derimod en kæmpe succes med sin første single i Japan. Dette medførte en turné i Japan i 2006 for at reklamere for sit album.
Hans hidtil seneste album er opsamlingsalbummet The Hits, der udkom i 2007 og indeholder de største hits fra hans foregående albums.
Før sin sangkarriere var han blandt andet taxachauffør i København, hvilket gav ham inspirationen til sangen Calcutta der handler om at være taxachauffør, dog ikke i København men selvfølgelig Calcutta. Han er opvokset i Sverige, men har dansk statsborgerskab.

## Dr. Bombay
Jakobsens tidligste karrieresucces var introduktionen af Dr. Bombay i 1998. I hans tekster blev karakteren portrætteret som en indisk taxachauffør mystiker, sitarspiller, kok, slangetæmmer og stor fan af elefantvæddeløb. Han optrådte iklædt traditionelle indiske klæder som kurta og pagri, kombineret med et par runde mørke solbriller som hans andre karakterer også bar.

### Singler
| 1998                       | "Calcutta (Taxi Taxi Taxi)"        | 31 | 28 | 2 | 35 | 1  | - NOR: Platinum - SWE: Platinum | Rice and Curry |
| 1998                       | "S.O.S (The Tiger Took My Family)" | —  | 30 | 6 | —  | 2  | - NOR: Gold - SWE: Platinum     | Rice and Curry |
| 1998                       | "Rice & Curry"                     | —  | —  | — | —  | 15 |                                 | Rice and Curry |
| 1999                       | "Girlie, Girlie"                   | —  | —  | — | —  | 46 |                                 | Rice and Curry |
| 1999                       | "Indy Dancing"                     | —  | —  | — | —  | —  |                                 | Rice and Curry |
| "—" nåede ikke hitlisterne |                                    |    |    |   |    |    |                                 |                |

### Albums
| 1998 | Rice and Curry | 2 | 2 | 1 |

## Dr. Macdoo

### Singler
| 2000                       | "Macahula Dance" | 4  | Under the Kilt |
| 2000                       | "Under the Kilt" | 41 | Under the Kilt |
| "—" nåede ikke hitlisterne |                  |    |                |

### Albums
- 2000 – Under the Kilt

## Carlito

### Singler
| 2005                       | "Carlito (¿Who's That Boy?)" | 17 | Fiesta |
| 2005                       | "Poco Loco"                  | 20 | Fiesta |
| 2006                       | "Fiesta"                     | —  | Fiesta |
| "—" nåede ikke hitlisterne |                              |    |        |

### Albums
- 2006 – Fiesta
- 2007 – World Wild

## Opsamlingsalbum
- 2007 The Hits

## Eksterne Henvisninger
- Dr. Bombay på Discogs
- Dr. MacDoo på Discogs
- Carlito på Discogs
- Dr. Bombay på Bubblegum Dancer
- Dr. Macdoo påBubblegum Dancer
- Carlito på Bubblegum Dancer